# برونو غانتس
برونو غانتس (بالألمانية: Bruno Ganz) (22 مارس 1941 في زيورخ – 15 فبراير 2019). ممثل سويسري من أشهر الأدوار التي قام بأدائها دور داميل في «ونغز أوف ديزاير» Wings of Desire، ودوره كأدولف هتلر في السقوط.
حاز على عدد من الجوائز منها: دوتشير فيلم برايز في 1976، جائزة الفيلم السويسري في عام 2000، جوائز الفيلم البافارية في العام 2004 Best Actor

## فيلموغرافيا
- Der Herr mit der schwarzen Melone (The Man in the Black Derby), 1960
- Chikita, 1961
- Sommergäste (Summer Guests), 1976
- Lumière, 1976
- Die Marquise von O... (The Marquise of O...), 1976
- Die Wildente (Wild Duck), 1976
- Der Amerikanische Freund (The American Friend), 1977
- Die linkshändige Frau (The Left-Handed Woman), 1977
- The Boys from Brazil, 1978
- Messer im Kopf (Knife in the Head), 1978
- Nosferatu: Phantom der Nacht (Nosferatu the Vampyre), 1979
- Retour à la bien-aimée (Return to the Beloved), 1979
- 5% de risques, 1980
- Der Erfinder (The Inventor), 1980
- La Dame aux camélias (The Lady of the Camellias), 1980
- Hands Up!, 1981
- Die Fälschung (Circle of Deceit), 1981
- Krieg und Frieden (War and Peace), 1983
- Dans la ville blanche (In the white city/directed by Alain Tanner), 1983
- Der Himmel über Berlin (Wings of Desire), 1987
- Strapless, 1989
- Erfolg (Success), 1991
- La Domenica specialmente (Especially on Sunday), 1991
- The Last Days of Chez Nous, 1992
- Brandnacht (Night on Fire), 1992
- Prague, 1992
- In weiter Ferne, so nah! (Faraway, So Close!), 1993
- L'Absence (The Absence), 1994
- Saint-Ex, 1997
- Mia aioniotita kai mia mera (Eternity and a Day) 1998
- Pane e Tulipani (Bread and Tulips), 2000
- Johann Wolfgang von Goethe: Faust, 2001 TV
- Epsteins Nacht (Epstein's Night), 2002
- Behind Me - Bruno Ganz, 2002
- Luther, 2003
- The Manchurian Candidate, 2004
- Der Untergang (Downfall), 2004
- Have No Fear: The Life of Pope John Paul II (2005)
- Baruto no Gakuen (バルトの楽園; Ode an die Freude), 2006
- Vitus, 2007
- Youth Without Youth, 2007
- 2008 ,القارئ (فيلم)
- Der Baader Meinhof Komplex (The Baader Meinhof Complex), 2008
- Dust of Time (Η Σκόνη του Χρόνου), 2009

## وصلات خارجية
- برونو غانتس على موقع IMDb (الإنجليزية)
- برونو غانتس على موقع روتن توميتوز (الإنجليزية)
- برونو غانتس على موقع مونزينجر (الألمانية)
- برونو غانتس على موقع قاعدة بيانات الأفلام العربية
- برونو غانتس على موقع ألو سيني (الفرنسية)
- برونو غانتس على موقع ميوزك برينز (الإنجليزية)
- برونو غانتس على موقع تيرنر كلاسيك موفيز (الإنجليزية)
- برونو غانتس على موقع أول موفي (الإنجليزية)
- برونو غانتس على موقع قاعدة بيانات الأفلام السويدية (السويدية)
- برونو غانتس على موقع إن إن دي بي (الإنجليزية)